# Yūto Horigome (Skateboarder)
Yūto Horigome (japanisch 堀米 雄斗 Horigome Yūto; * 7. Januar 1999 in Tokio) ist ein japanischer Skateboarder. Mitte der 2010er-Jahre zog Horigome nach Kalifornien und feierte in den folgenden Jahren Erfolge insbesondere im Street-Skateboarden. In dieser Disziplin gewann er seit 2019 mehrere Goldmedaillen bei den X-Games. Im Juli 2021 wurde er erster Skateboard-Olympiasieger und verteidigte 2024 in Paris den Titel.

## Werdegang

### Anfänge (bis 2019)
Horigome wuchs im Tokioter Stadtbezirk Kōtō mit zwei jüngeren Brüdern auf. Sein Vater war selbst als Skateboarder aktiv gewesen und führte Horigome in einem örtlichen Skatepark als Kind an den Sport heran. Wegen der geringen Verbreitung des Skateboardens in Japan orientierte er sich früh an den Videos von US-Skatern, die ihm sein Trainer Daisuke Hayakawa zeigte. Ab dem Alter von 14 Jahren verbrachte er regelmäßig Zeit in den Vereinigten Staaten und nahm dort an Amateurwettkämpfen wie Tampa Am teil. Seinen Abschluss an einer japanischen Oberschule machte er online und verlagerte seinen Lebensmittelpunkt Mitte der 2010er-Jahre nach Südkalifornien.
Von seinen Anfängen in den USA bis 2019 war Horigome Teil des Teams von Blind Skateboards, dem neben ihm unter anderem die Skateboarder Micky Papa und Cody McEntire angehörten. In diesen Jahren etablierte er sich in der internationalen Skateboardszene: 2016 veröffentlichte die Website The Berrics im Rahmen der Reihe Next New Wave ein dreiminütiges Video mit Horigomes Street- und Vert-Tricks, das auf große Beachtung stieß. 2017 nahm er zum ersten Mal an den X-Games in Minneapolis teil und belegte dort im Street-Wettbewerb den neunten Rang. Im gleichen Jahr debütierte er in der Street League Skateboarding (SLS). Bei einem seiner ersten SLS-Auftritte im Sommer 2017 in München erreichte er Platz zwei hinter dem Seriensieger Nyjah Huston. Knapp ein Jahr später entschied er im Mai 2018 in London als erster Japaner eine Street-League-Veranstaltung für sich und setzte sich im Juli 2018 auch bei dem SLS-Wettbewerb in Los Angeles durch.

### Olympiasieg in Tokio und X-Games-Goldmedaillen (2019 bis 2023)

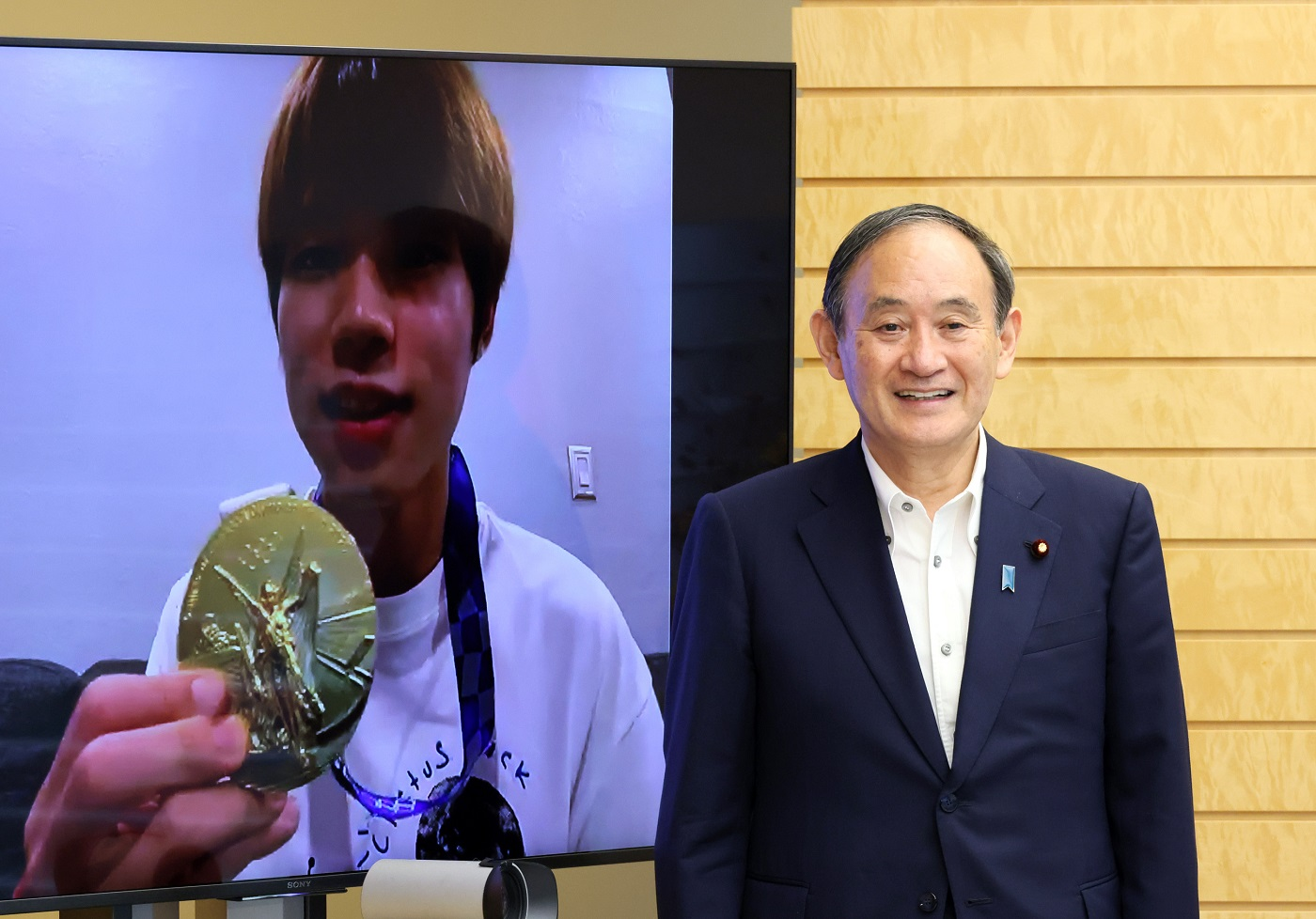
Horigome (links) nach dem Gewinn der olympischen Goldmedaille 2021 mit Yoshihide Suga

Der australische Skateboard-Weltmeister Shane O’Neill nahm Horigome im Mai 2019 bei seiner neu gegründeten Firma April Skateboards unter Vertrag, wodurch der Japaner zum Profisportler wurde. Bei den X-Games 2019 gewann er im August in Minneapolis die Street-Goldmedaille vor Nyjah Huston, während er in der Kategorie Street Best Trick hinter Huston Silber holte. Im Vorfeld der olympischen Skateboard-Premiere bei den Spielen 2020 in seiner Heimatstadt Tokio – die wegen der COVID-19-Pandemie auf 2021 verschoben wurden – galt Horigome neben Huston als Favorit für die Street-Entscheidung, insbesondere nachdem er bei den Weltmeisterschaften im Juni 2021 vor dem US-Amerikaner seinen ersten WM-Titel errungen hatte. Während Huston im olympischen Finale mehrmals stürzte und Siebter wurde, erhielt Horigome für vier seiner im Finale gezeigten Tricks Wertungen von mehr als neun Punkten. Sein höchstbewerteter Trick war dabei (mit einer 9,5) ein nollie 270 noseslide. Mit einer Gesamtpunktzahl von 37,18 gewann er vor dem Brasilianer Kelvin Hoefler die erste olympische Skateboard-Goldmedaille.
Bei seinem ersten Wettkampfauftritt nach den Olympischen Spielen in Tokio gewann Horigome im April 2022 die Street-Goldmedaille bei den X-Games in Chiba und zeigte dabei neue Tricks: einen nollie backside 180 switch front Smith grind und einen switch Tre flip lipslide. Er errang im Sommer 2022 und 2023 weitere X-Games-Titel, während er bei anderen Veranstaltungen weniger erfolgreich abschnitt: Im Juli 2022 wurde Horigome in Rom Achter bei dem  – von Nyjah Huston gewonnenen – ersten Qualifikationsturnier für die Olympischen Spiele 2024. Bei den Weltmeisterschaften 2022 (ausgetragen im Februar 2023) schied er in der Qualifikation aus und kam nicht unter die besten 28, nachdem er in seinem ersten Lauf gestürzt war und im zweiten Versuch keinen hoch bewerteten Trick zeigte.
In den frühen 2020er-Jahren wuchs die Popularität des Skateboardsports in Japan. Aus der strategischen Partnerschaft von Horigome und dem E-Commerce-Unternehmen Rakuten – für das Horigome seit dem Frühjahr 2022 als Markenbotschafter agierte – entstand die von Rakuten gesponserte Veranstaltung Uprising Tokyo, deren erste Austragung im Mai 2023 Horigome für sich entschied. Drei Monate später fand in Tokio erstmals ein Wettkampf der Street League Skateboarding in Japan statt, wo Horigome vor seinem Landsmann Daiki Ikeda und Nyjah Huston siegte. Dabei zeigte er zum ersten Mal in einem Wettbewerb einen nollie backside 270 noseslide 270 out, dem er den Namen Yutornado gab. Auch bei der Weltmeisterschaft 2023 in Tokio im Dezember stand Horigome den Yutornado und gewann hinter seinen Landsmännern Sora Shirai und Kairi Netsuke die Bronzemedaille.

### Zweiter Olympiasieg in Paris (2024)
Horigomes Qualifikation für die Olympischen Spiele 2024 in Paris war bis ins späte Frühjahr unsicher. Erst mit einem Sieg beim finalen Qualifikationsturnier im Juni 2024 in Budapest sicherte er sich einen von drei Plätzen im japanischen Team für den olympischen Street-Wettkampf. Im olympischen Finale in Paris setzte er sich mit seinem letzten Trick, für den er 97,08 Punkte erhielt, an die Spitze der Wertung, entschied den Wettkampf mit einem Zehntelpunkt Vorsprung auf Jagger Eaton für sich und verteidigte damit seinen Olympiasieg von Tokio 2021.